# Charaxes discipicta
Charaxes discipicta är en fjärilsart som beskrevs av Embrik Strand 1914. Charaxes discipicta ingår i släktet Charaxes och familjen praktfjärilar. Inga underarter finns listade i Catalogue of Life.